# Zaterdag

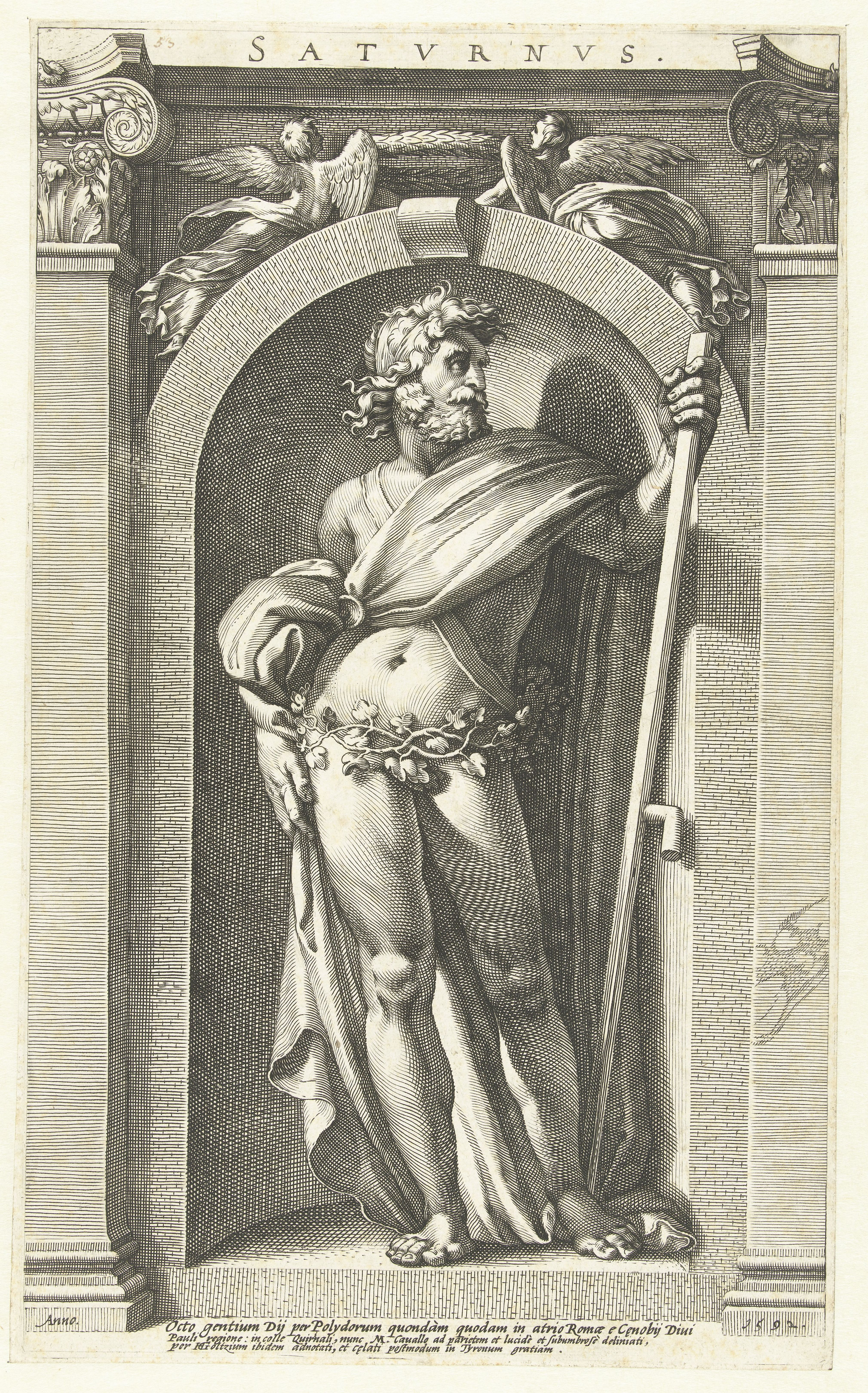
De god Saturnus

Zaterdag is een van de zeven dagen van de week. Het is de dag die op  vrijdag volgt, de dag na zaterdag is zondag.
De naam is een vertaling van het Latijnse dies Saturni, dag van Saturnus, god van de landbouw.
De Franse naam samedi is afgeleid van vulgair Latijn sabbati dies (dag van de sabbat).
De Duitse naam is Sonnabend (= vooravond van de zondag) of Samstag, samengesteld uit een op het Hebreeuwse woord sjabbat teruggaand leenwoord, en Tag (dag). De wekelijkse rustdag wordt door de joden en door een aantal christenen op deze dag gehouden. De reden is dat de Bijbel beschrijft dat God, nadat hij de wereld in zes dagen had geschapen, op de zevende dag, de zaterdag of sabbat-dag, rust nam.
De Friese naam voor zaterdag is sneon. Dit sneon heeft als oudere vorm snjoen, wat een samentrekking is van sunne (Oudfries voor Zon) en joen (Oudfries voor avond, tegenwoordig gespeld als jûn, maar hetzelfde uitgesproken). Net als bij het Duitse Sonnabend heet deze dag bij de Friezen dus letterlijk vertaald 'zonneavond'.

## Speciale zaterdagen
Zie Speciale zaterdagen